# La Dorada
La Dorada là một khu tự quản thuộc tỉnh Caldas, Colombia. Thủ phủ của khu tự quản La Dorada đóng tại La Dorada Khu tự quản La Dorada có diện tích 574 ki lô mét vuông. Đến thời điểm ngày 28 tháng 5 năm 2005, khu tự quản La Dorada có dân số 63810 người.